# Grewia pervillei
Grewia pervillei är en malvaväxtart som beskrevs av Henri Ernest Baillon. Grewia pervillei ingår i släktet Grewia och familjen malvaväxter. Inga underarter finns listade i Catalogue of Life.